# محمد طيبي العربي
محمد طيبي العربي واسمه الحقيقي طيبي محمد بلحاج. ولد في 17 ديسمبر 1918 بمصطفى بن إبراهيم، وتوفي في 6 نوفمبر 1997 في سيدي بلعباس. هو سياسي جزائري وعضو في جبهة التحرير الوطني الجزائرية .
كان من أعضاء مجلس الثورة الهيئة السياسية الجزائرية التي أنشئت في 19 يونيو 1965 لقيادة البلاد بعد الانقلاب العسكري الذي أطاح بالرئيس أحمد بن بلة بقيادة هواري بومدين حتى حله في 10 ديسمبر 1976.

## المناصب التي شغلها
- 1962-1963 :عضو الجمعية التأسيسية.
- 1963 : السفير الجزائري في كوبا.
- 1963-1964 : مدير عام مديرية الأمن الوطني.
- 1964 : السفير الجزائري في البرازيل.
- 1968-1979 : وزير الزراعة والإصلاح الزراعي.